# Église Notre-Dame de Nouvion-sur-Meuse
L'église Notre-Dame est une église située à Nouvion-sur-Meuse, en France.

## Description
Le plan de l'église est rectangulaire, complété d'une tour-porche et à l'arrière, contre le chevet, d'un bâtiment rectangulaire, percé d'orifice de feux. Des canonnières sont également percées dans les bas-côtés.
À l'intérieur de l'église, les éléments les plus remarquables sont la cuve baptismale, de style roman, en pierres de Meuse sculptées de motifs végétaux et animaux, le retable du XVIe siècle en bois représentant des scènes de la vie du Christ, la poutre de gloire et les trois statues en bois associées, le Christ en croix entre La Vierge et saint Jean.

## Localisation
L'église est située sur la commune de Nouvion-sur-Meuse, dans le département français des Ardennes. Elle est proche de la Meuse, dont elle est séparée par la gare et la voie ferrée.

## Historique
L'édifice est du XVIe siècle. Il est inscrit au titre des monuments historiques en 1972. La commune de Nouvion-sur-Meuse a procédé à la réfection de son clocher en 2010, à la suite de la tempête du 8 octobre 2009.